# 163 v. Chr.
Portal Geschichte | Portal Biografien | Aktuelle Ereignisse | Jahreskalender | Tagesartikel

◄ |
3. Jahrhundert v. Chr. |
2. Jahrhundert v. Chr. |
1. Jahrhundert v. Chr. |
►

◄ | 180er v. Chr. | 170er v. Chr. | 160er v. Chr. | 150er v. Chr. |
140er v. Chr. |
►

◄◄ | ◄ | 166 v. Chr. | 165 v. Chr. | 164 v. Chr. | 163 v. Chr. |
162 v. Chr. |
161 v. Chr. |
160 v. Chr. |
► |
►►
Staatsoberhäupter

## Ereignisse
- Ptolemaios VI. kehrt mit römischer Hilfe auf den ägyptischen Thron zurück, von dem ihn sein jüngerer Bruder Ptolemaios VIII. im vorhergehenden Jahr vertrieben hat. Danach wird das Reich aufgeteilt, wobei Ptolemaios VI. das Kernreich und Ptolemaios VIII. die Kyrenaika erhalten.
- Kommagene wird von den Seleukiden unabhängig. Erster Herrscher wird Ptolemaios.

- um 163 v. Chr.: Timarchos übernimmt die Herrschaft über Teile des Seleukidenreiches.

## Geboren
- um 163 v. Chr.: Marcus Aemilius Scaurus der Ältere, Politiker der römischen Republik († 88 v. Chr.)

## Gestorben
- Manius Iuventius Thalna, römischer Politiker, Konsul und Feldherr (* vor 206 v. Chr.)
- Ptolemaios Makron, Statthalter der Ptolemäer und Seleukiden auf Zypern sowie Koilesyrien und Phönizien